# Stralendorff

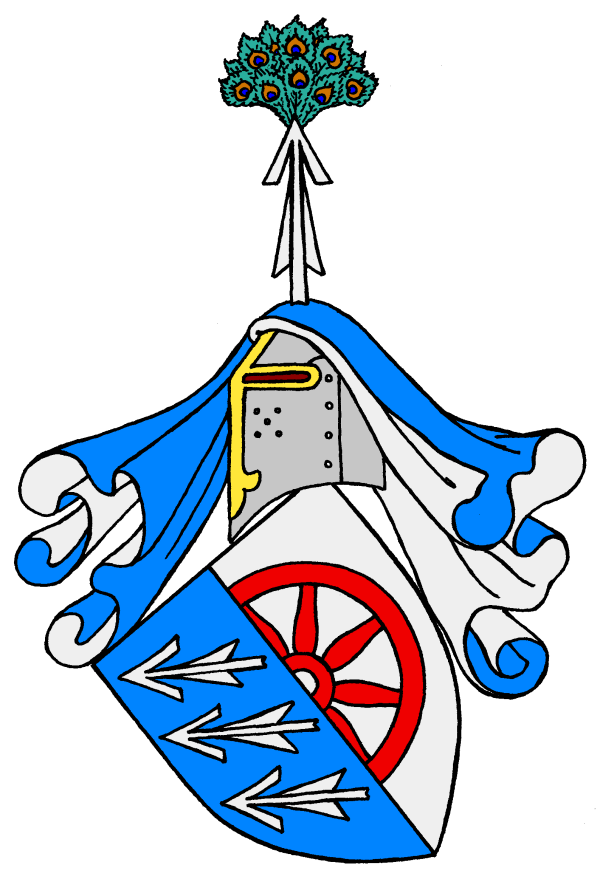
Stammwappen derer von Stralendorff

Stralendorff, auch Stralendorf, ist der Name eines alten ursprünglich mecklenburgischen Adelsgeschlechts mit Stammsitz in Stralendorf. Die Familie, deren Zweige zum Teil bis heute bestehen, gelangte später auch in Dänemark, Böhmen und Sachsen zu Besitz und Ansehen.

## Geschichte

### Herkunft

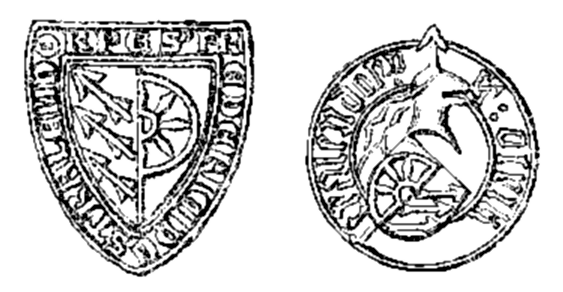
Links das älteste Siegel von 1320 (S. FREDERICUS DE STRALENDORPE), rechts das Siegel des Ulrich von Stralendorff von 1460

Nach Kneschke wird als Ahnherr der Familie Claus von Stalendorf genannt, der im 13. Jahrhundert an einem Kreuzzug teilgenommen haben soll. Er erhielt dabei den Ritterschlag und wurde später, um 1230, fürstlicher Rat bei Nicolaus von Werle. Sein Sohn Heino von Stralendorf soll demnach 1271, als Herzog Heinrich von Mecklenburg außer Landes war, zusammen mit Heinrich von Oertzen das Land regiert haben.
Nach dem Genealogischen Handbuch des Adels wird das Geschlecht am 2. Juli 1217 mit Henricus de Stralendorpe erstmals urkundlich erwähnt. Mit dieser Urkunde schenkt Graf Gunzelin von Schwerin, zusammen mit seinem Bruder Heinrich, der Kirche zu Schwerin einige Dörfer mit einer Hufe Land sowie einer Rente. Heinrich von Stralendorf (Henricus) wird darin als Laie genannt. Mit ihm beginnt auch die ununterbrochene Stammreihe der Familie.

### Ausbreitung und Linien

#### Mecklenburger Linie
Ausgehend von Stralendorf konnten Angehörige der Familie schon früh ansehnlichen Grundbesitz in den Ämtern Grevesmühlen, Buckow und Lübz erwerben, darunter Goldebee. Bereits 1314 waren die von Stralendorff zu Kritschow und Ruchow und 1326 auf der Insel Poel begütert. Später waren auch Laase und Cambs in ihrem Besitz. Zu einem nicht mehr genau zu bestimmenden Zeitpunkt, wahrscheinlich im Jahr 1337, wurden Friedrich von Stralendorf und seine Angehörigen wegen Strandraubes verfestet. Diesen Raub hatten sie an dem Gut Lübecker Kaufleute begangen, deren Schiff vor Poel gescheitert war, und die vor einem Rostocker Gericht Recht bekommen hatten, wie ein Gerichtsfragment erweist. 1344 mussten die Stralfendorfer ihren Besitz auf Poel an das Lübecker Heilig-Geist-Spital verkaufen.

##### Gut Gamehl

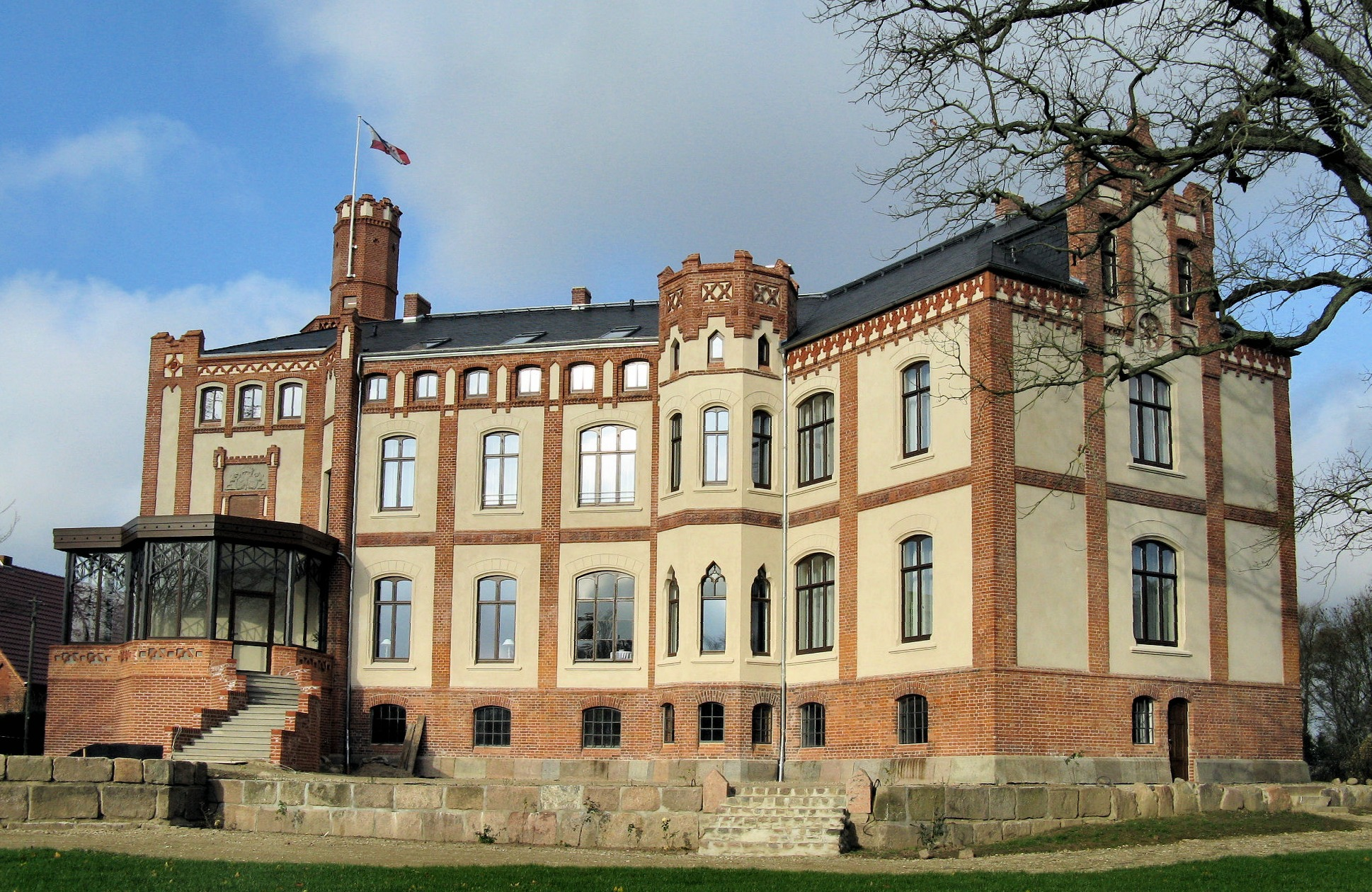
Herrenhaus Gamehl, Stammsitz derer von Stralendorff in Mecklenburg

Ab 1387 wurde Gamehl (heute Ortsteil der Gemeinde Benz bei Wismar) für über 600 Jahre Stammsitz derer von Stralendorff. 1860 ließ Franz von Stralendorff (* 1805; † 1883) das heutige Herrenhaus Gamehl im neogotischen Stil errichten. Er war herzoglich mecklenburgischer Kammerherr, Vizelandmarschall und Landrat auf Gamehl. Aus zwei Ehen hinterließ er über 20 Kinder, von denen nur wenige das Erwachsenenalter erreichten. Das von ihm errichtete Gutshaus war Mittelpunkt einer herrschaftlichen Gutsanlage mit zahlreichen Nebengebäuden. Bis 1945 blieb Gamehl Sitz der Familie. Letzter Gutsherr war Joachim von Stralendorff, er wurde mit der Bodenreform enteignet. Im Jahre 2000 konnte Dagmar von Stralendorff das Herrenhaus wieder erwerben. Das Gebäude wurde in mehrjähriger aufwändiger Arbeit restauriert und ist heute ein Hotel. Auch Forst und Gutshaus in Laase wurden von einem Familienzweig zurückerworben.
Um 1700 waren Groß Eichsen und Keetz sowie 1752 Leesten und 1800 Liebenthal in der Prignitz im Besitz bzw. Teilbesitz der Familie.
Im Einschreibebuch des Klosters Dobbertin befinden sich 22 Eintragungen von Töchtern der Familie von Stralendorff von 1770 bis 1907 aus Gamehl, Golchen und Klein Kranckow zur Aufnahme in das dortige adelige Damenstift.

##### Gut Golchen (Stralendorff-Kolhans)

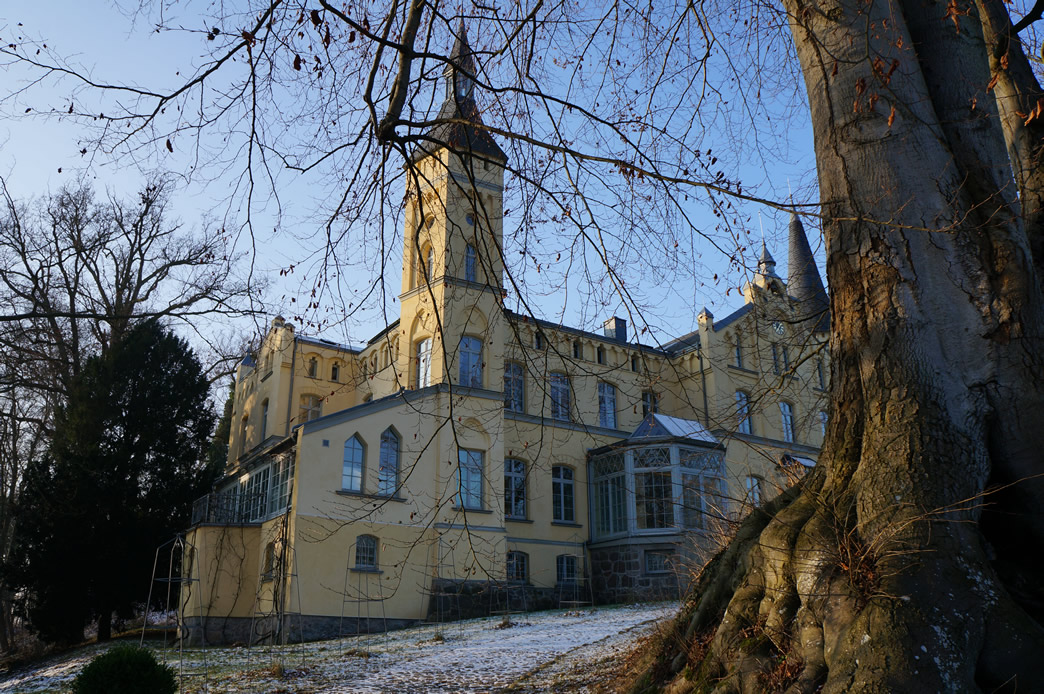
Gutshaus Golchen

Ulrich von Stralendorf aus dem Hause Golchen nahm am 26. April 1775 den Namen und das Wappen derer von Kolhans an. Am 4. Mai 1803 zu Rostock wurde er, als Fideikommissherr auf Golchen bei Bruel, in den mecklenburgischen Adel aufgenommen.
Sein Sohn, Christian Friedrich von Kolhans, herzoglich braunschweigischer Rittmeister, erhielt eine mecklenburgisch-schweriner Namen- und Wappenvereinigung mit denen von Kolhans als von Stralendorff genannt von Kolhans am 30. Mai 1810. Sie war geknüpft an den Besitz des Fideikommiss Golchen. Das Gutshaus Golchen wurde 1857 umgebaut. Im Einschreibebuch des Klosters Dobbertin befinden sich fünf Eintragungen von Töchtern der Familie von Kohlhans-Stralendorff von 1793 bis 1895 aus Golchen zur Aufnahme in das adelige Damenstift im Kloster Dobbertin. Die Begüterung Golchen mit 500 ha konnte bis 1945 gehalten werden.

#### Dänische Linie
Mit Joachim von Stralendorff aus dem Haus Greven gelangte die Familie im 16. Jahrhundert in das Königreich Dänemark. Er folgte als Kammerjunker von Sophie von Mecklenburg, der Gemahlin von König Friedrich von Dänemark, seiner Herrin. Der dänische König ernannte Joachim zum königlich dänischen Oberschenk und erwählte ihn 1579 zum Taufzeugen seines Sohnes, des Prinzen Ulrich von Dänemark, den späteren Bischof von Schleswig und Administrator des Hochstifts Schwerin. Der in Dänemark ansässige Familienzweig konnte vor allem auf der Insel Fünen Grundbesitz erwerben.

#### Österreichische Linie

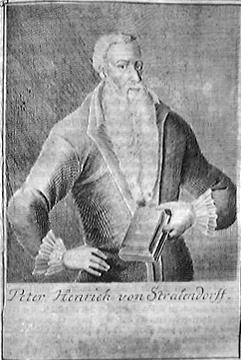
Peter Heinrich Graf von Stralendorf, Reichsvizekanzler und Reichshofratspräsident
(* 1580; † 1637)

Nach Österreich kam das Geschlecht mit Leopold von Stralendorf (* 1540 oder 1545; † 1626), dem Sohn von Ulrich von Stralendorf, Herr auf Preensberg in Mecklenburg und Enkel von Ritter Heinrich Stralendorf, mit dem Gabriel Bucelinus die ordentliche Stammreihe der Familie beginnt. Leopold von Stralendorf, einer der bedeutendsten Vertreter der Familie, wurde Geheimrat von Kaiser Rudolf II. Der ernannte ihn später zum Reichsvizekanzler und Statthalter des Eichsfeldes. Nach dem Tod von Kaiser Rudolf 1612 legte er alle Ämter nieder. Leopold war mit Margarete von Dernbach (* 1576; † 1613) verheiratet, der Schwester von Balthasar von Dernbach, dem Abt von Kloster Fulda. Aus der Ehe gingen die beiden Söhne Peter Heinrich und Wolfgang Leopold hervor.
Den älteren Sohn Peter Heinrich von Stralendorf (1580–1637) ernannte Kaiser Ferdinand II. zum kaiserlichen Geheimrat und Reichshofratspräsidenten. Der Kaiser schenkte Peter Heinrich die Burg Habitzheim samt Dorf in Hessen, welche er 1623 von den Grafen Georg Ludwig und Johann Kasimir von Löwenstein konfisziert hatte. Stralendorf verkaufte den Besitz für 25.000 Reichstaler an den Landgrafen von Hessen-Darmstadt. 1624 wurde er Reichsvizekanzler, ein Amt, das schon sein Vater ausübte. Kaiser Ferdinand betraute ihn mit zahlreichen Missionen, so nahm er unter anderem 1630 am Konvent von Mühlhausen teil. Der Kaiser erhob ihn in den Grafenstand. Ohne Nachkommen erlosch der Titel jedoch nach dem Tod von Stralendorf, der 1637 unverheiratet starb.

### Standeserhebungen
Aus dem Haus Morsleben erhielt Leopold von Stralendorff, Herr auf Morsleben und Burg, kaiserlicher Geheimrat, Reichsvizekanzler und Hofpfalzgraf, am 9. Mai 1607 das böhmische Inkolat und am 3. Juli 1625 zu Wien den böhmischen alten Herrenstand.
Der aus dem Haus Gamehl stammende Karl von Stralendorff, königlich sächsischer Oberleutnant, erhielt am 26. September 1810 zu Schwerin eine mecklenburgisch-schweriner Genehmigung zur Führung des Freiherrentitels.

## Wappen

### Stammwappen
Das Stammwappen ist gespalten, rechts in Blau drei schrägrechte, mit den Spitzen aufwärtsgekehrte silberne Pfeile übereinander, links in Silber ein halbes achtspeichiges rotes Rad am Spalt. Auf dem Helm mit blau-silbernen Helmdecken ein silberner Pfeil, die aufwärtsgekehrte Spitze mit einem natürlichen Pfauenwedel besteckt.

### Wappenvereinigung (Stralendorff-Kolhans)
Das vereinigte Wappen der Stralendorff und Kolhans, verliehen 1810, ist gespalten. Rechts das Stammwappen der Stralendorff, links gespalten (Wappen derer von Kolhans), rechts in Rot auf grünen Dreiberg stehend ein linksgekehrter schwarzer Rabe, links in Silber ein schwarzer Adlerflügel. Das Wappen hat zwei Helme, rechts der Stammhelm der Stralendorff, auf dem linken mit rot-silbernen Decken rechts der Flügel und links der Rabe auf dem Dreiberg (Helm der Kolhans).

### Wappengeschichte
Das Wappen erscheint schon früh auf Abdrücken von Petschaften. In Johann Siebmachers Wappenbuch (1605) wird die Familie unter den sächsischen geführt, Tafel 172. Die Blasonierung lautet: „Schild der Länge nach getheilt: rechts in Silber zwei pfahlweise gestellte, sechsspeichige, goldene Räder, links in Blau drei schrägrechts in die Höhe gehende, ganz silberne Pfeile. Auf dem Schild steht ein gekrönter Helm, welcher zwei schräg auswerts gekehrte Pfauenschweife jeden von sechs (3, 2, 1) Federn trägt. Die Helmdecken sind rechts silbern und golden, links blau und golden.“
Christian Friedrich August von Meding beschreibt das Wappen in seinen Nachrichten von adeligen Wappen. Band III, S. 646–647, (1791) nach von Behr von 1665, einer 1616 erschienenen Leichenpredigt und nach Siebmacher. Nach dem von Behrschen Manuskript ist der „Schild geteilt, rechts drei schräg in die Höhe gehende Pfeile von Silber mit schwarzen Eisen und Widerhaken im blauen, und links ein rothes, halbes Rad im silbernen Felde.“ Nach der auf Claus von Peccatel 1616 erschienenen Leichenpredigt sind die Pfeile übereinander schrägrechts und mit dem Eisen auswärts gekehrt. Vom Rad, das ein Kammrad ist, fehlt die rechte Hälfte und die sich zeigende linke Hälfte ist an die Perpendicularlinie des Schildes angeschlossen. Auf dem gewulsteten Helm stehen vier schräg auswärtsgekehrte Pfauenfedern, zwischen denen ein aufgerichteter Pfeil mit unbesetzter Spitze in die Höhe gekehrt ist. Die Farben sind nicht beschrieben.
Nach Ernst Heinrich Kneschke Die Wappen der deutschen freiherrlichen und adeligen Familien. Band 4, S. 427–430, (1857), ist der Schild des Stammwappens „der Länge nach getheilt: rechts in Blau drei über einander schrägrechts in die Höhe gehende, silberne Pfeile mit schwarzen Eisen und Widerhaken und schwarzem Gefieder; links in Silber ein an die Theilungslinie angeschlossenes, halbes, rothes Rad, von welchem nicht die Mittelspeichen, wohl aber die fünf Speichen der linken Hälfte des Rades zu sehen sind. Auf dem Schild steht ein gekrönter Helm, welcher, zwischen zwei auswärts gekehrten, silbernen Straußenfedern, einen aufrecht in die Höhe gestellten Pfeil, wie die in der rechten Schildeshälfte, trägt. Auf der Spitze des Pfeiles ruht eine Krone, aus welcher drei blaue Straußenfedern hervorgehen. Die Helmdecken sind rechts roth und silbern, links blau und silbern.“

### Historische Wappenabbildungen

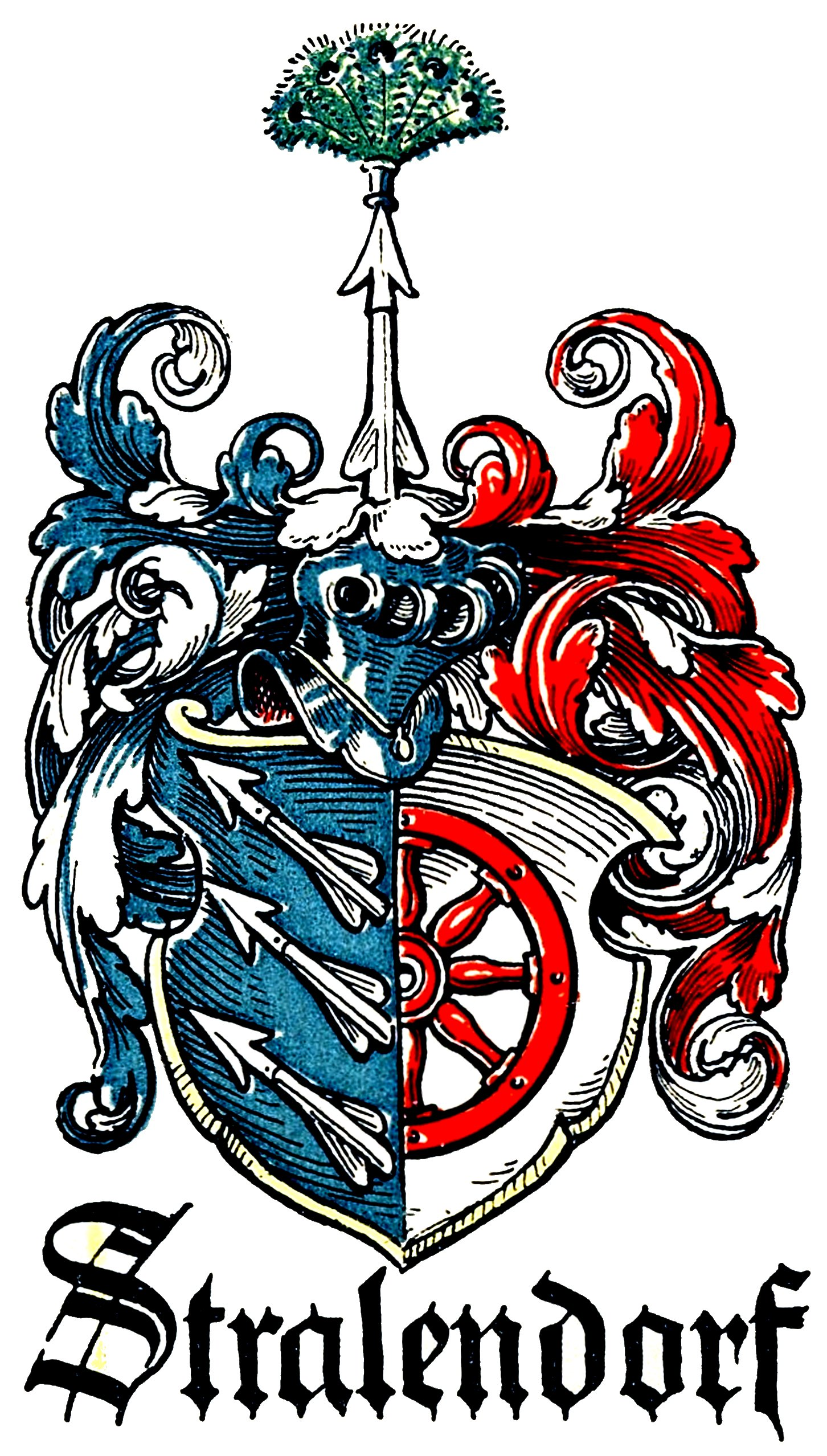
Wappengrafik von Otto Hupp im Münchener Kalender von 1934
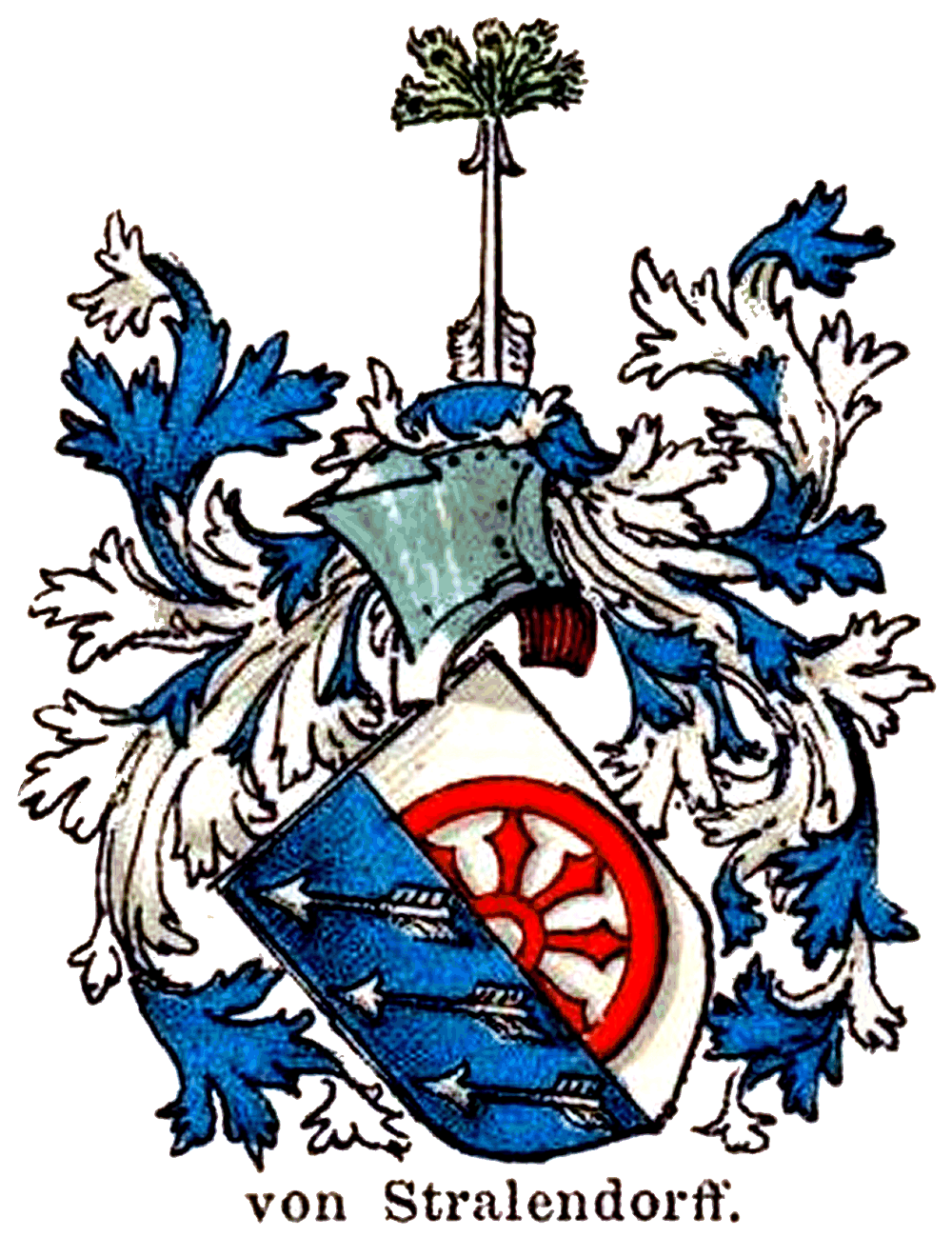
Alte Wappendarstellung
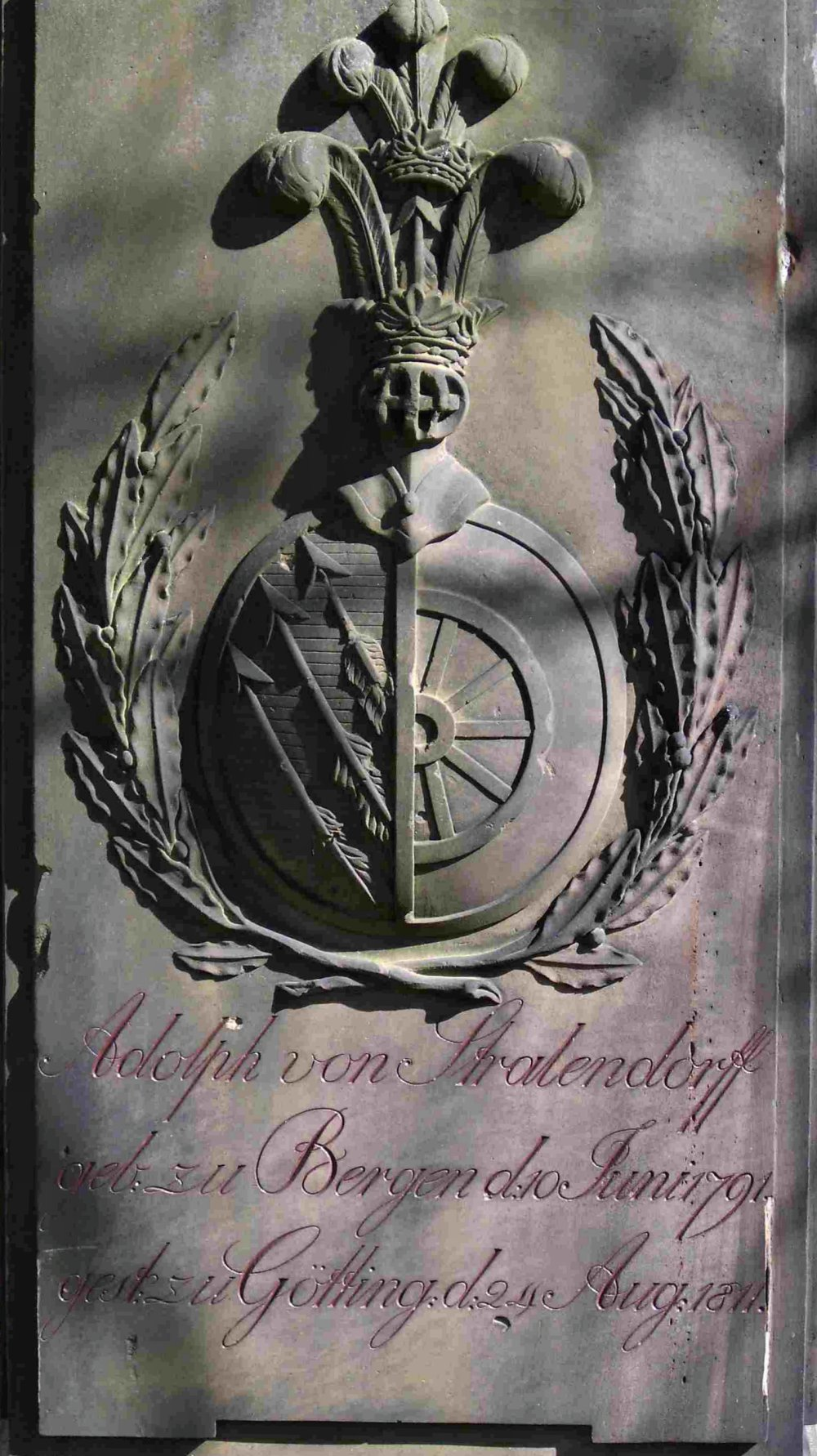
Wappen auf dem Grabstein des Adolf von Stralendorff,[11] Bartholomäusfriedhof in Göttingen
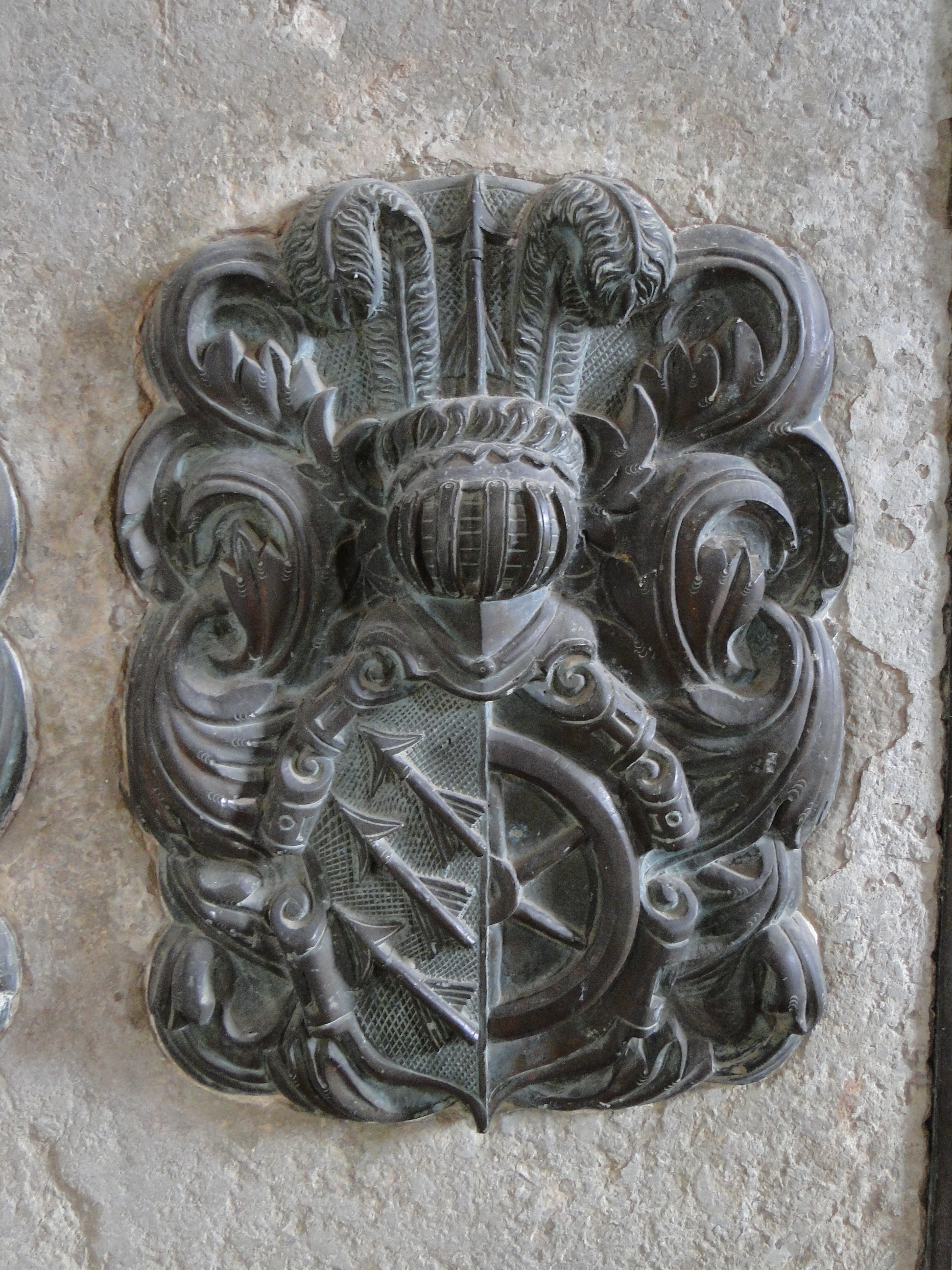
Wappen von Stralendorf in der Dorfkirche Woosten
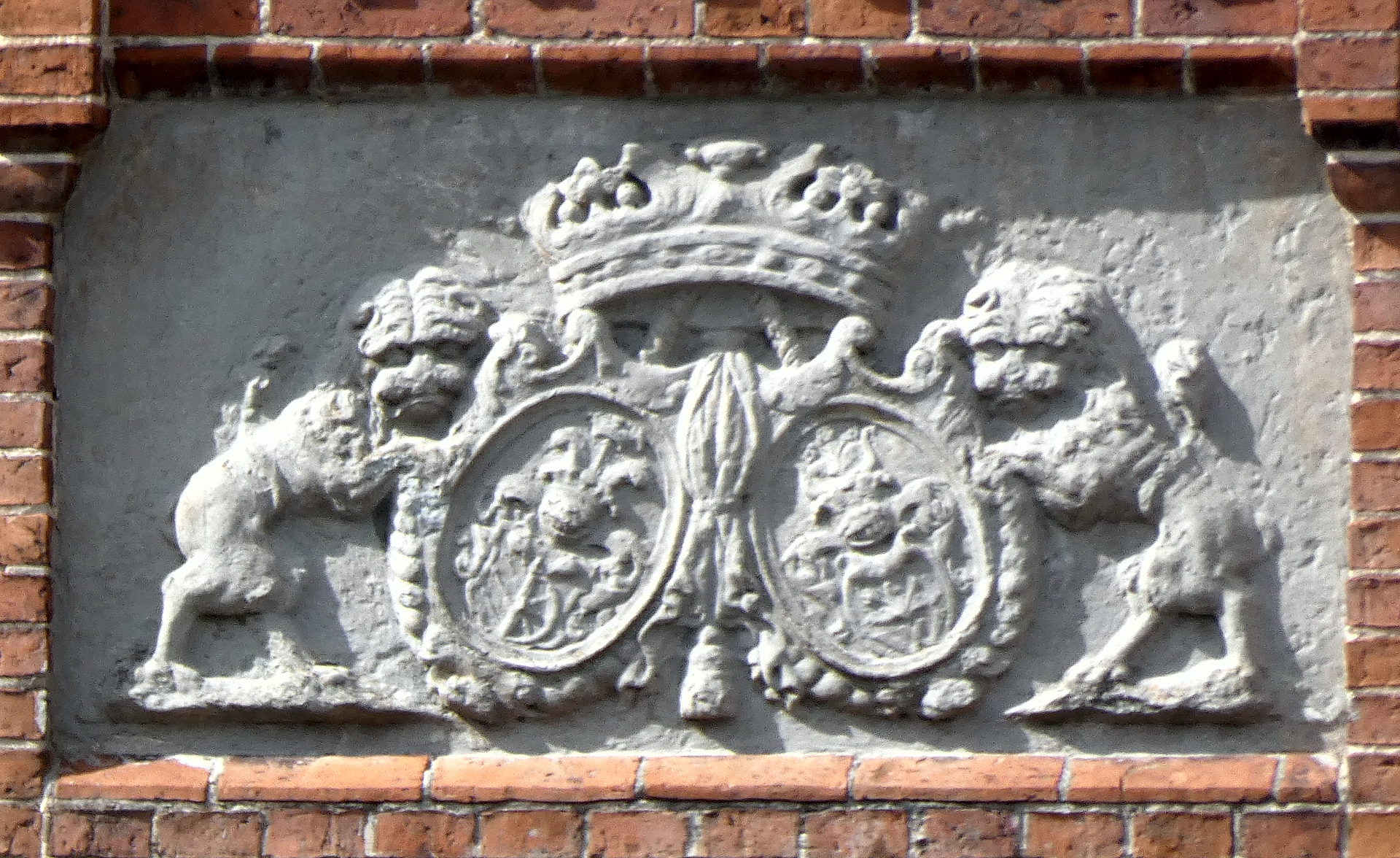
Wappen von Strahlendorf (links) auf einer Tafel aus dem alten Schloss Gamehl aus dem 18. Jhdt.
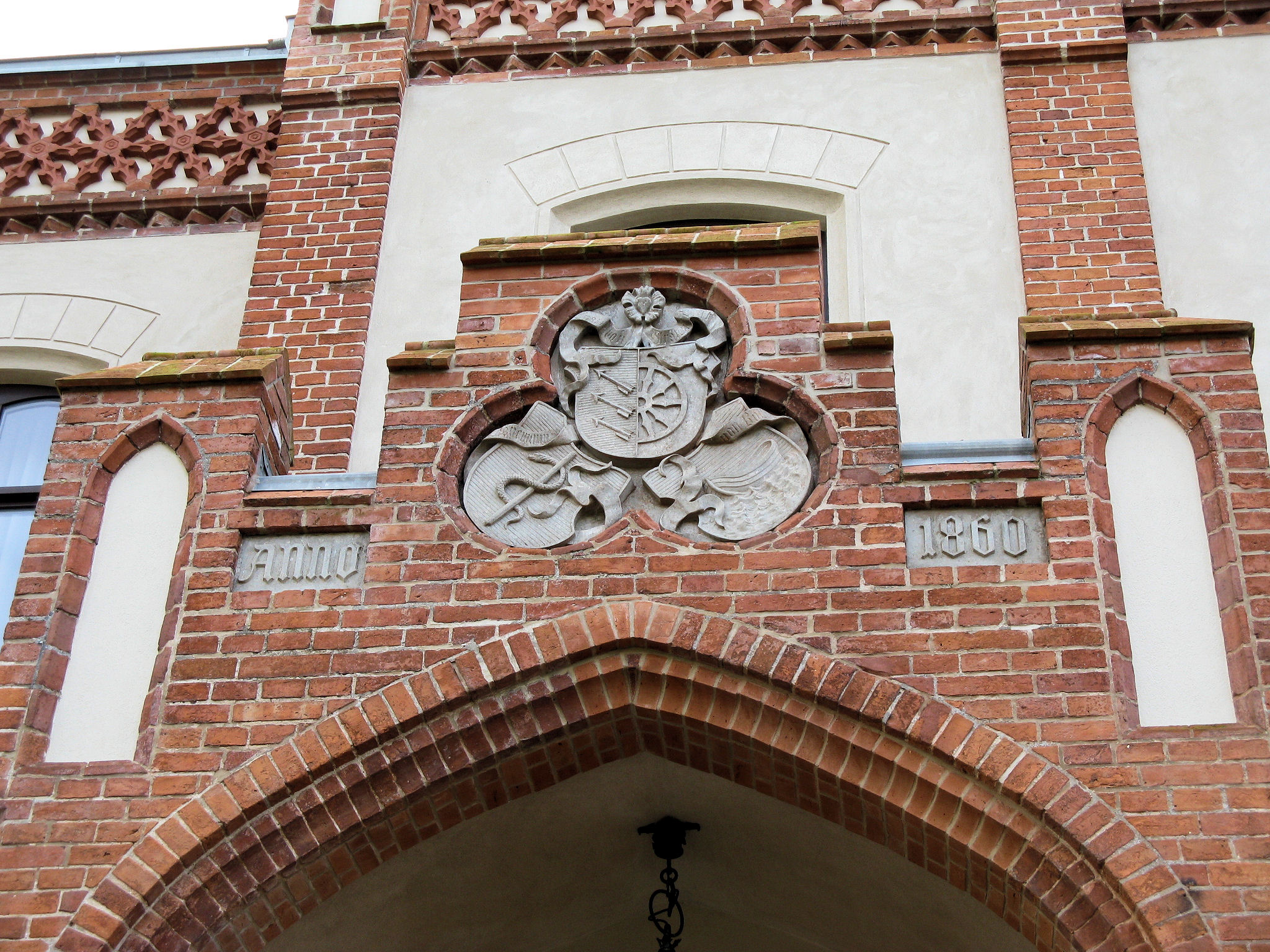
Allianzwappen Portal Gamehl von 1860

## Namensträger
- Nikolaus von Stralendorf († 1334), Domherr i. Lübeck u. Schwerin
- Albert von Stralendorff († 1374), Domherr i. Lübeck, stiftete 1375 (einen nicht erhaltenen) Marienaltar im Lübecker Dom[12]
- Leopold von Stralendorf (* 1540 oder 1545; † 1626), Geheimrat u. Reichsvizekanzler, 1574–1599 Oberamtmann i. Heiligenstadt
- Peter Heinrich von Stralendorf (* 1580; † 1637), Reichsvizekanzler u. Reichshofratspräsident
- Ulrich von Stralendorff († 1699), Landrat i. Mecklenburg, Präsident d. Fürstlich-Mecklenburgischen Land- und Hofgerichts, Erbherr auf Greven, Groß-Eichsen u. Gamehl DNB 1138941530
- August Friedrich von Stralendorff (* 1706; † 1776), polnischer u. sächsischer Hauptmann, Provisor und Klosterhauptmann im Kloster Dobbertin
- Franz von Stralendorff (* 1805; † 1883), mecklenburgischer Vize–Landmarschall u. Landrat
- Carl Friedrich von Stralendorff (* 1811; † 1859), deutscher Porträtmaler der Düsseldorfer Schule
- Gregor von Stralendorff (* 1842; † 1918), deutscher Architekt u. Dozent
- Friderun von Stralendorff-Eilers (* 1916; † 2011), deutsche Bildhauerin